# Khel
Khel est un film indien de Bollywood réalisé par Yusuf Khan, sorti le 3 octobre 2003.
Le film met en vedette Sunny Deol, Celina Jaitley et Sunil Shetty. Le long métrage fut un succès mitigé aux box-office.

## Box-office
- Box-office Inde: 170 790 000 Roupies.
- Budget: 150 000 000 Roupies indiennes[1].